# Aspach-Michelbach
Aspach-Michelbach è un comune francese di 1 849 abitanti nel dipartimento dell'Alto Reno, in Alsazia-Champagne-Ardenne-Lorena. È stato creato il 1º gennaio 2016 dalla fusione dei precedenti comuni di Aspach-le-Haut e Michelbach.